# Đằng ca
Đằng ca (danh pháp khoa học: Securidaca inappendiculata) là một loài thực vật có hoa trong họ Polygalaceae. Loài này được Hassk. miêu tả khoa học đầu tiên năm 1848.